# Lista de textos constitucionais portugueses
Esta é uma lista referente aos textos constitucionais que tiveram vigência na história de Portugal.

## Lista de constituições
| Nome                                    | Promulgação            | Local                    | Autor(es)                                | Período de vigência                 | Ideologia              | Tipo de sufrágio       | Forma de governo         | Sistema parlamentar |
| --------------------------------------- | ---------------------- | ------------------------ | ---------------------------------------- | ----------------------------------- | ---------------------- | ---------------------- | ------------------------ | ------------------- |
| Constituição portuguesa de 1822         | 23 de setembro de 1822 | Lisboa Reino de Portugal | Cortes Constituintes de 1820             | 1822 - 1823 1836 - 1838             | Progressista           | Universal directo      | Monarquia constitucional | Unicameral          |
| Carta Constitucional portuguesa de 1826 | Abril de 1826          | Reino de Portugal        | D. Pedro IV                              | 1826 - 1828 1834 - 1836 1842 - 1910 | Moderada, conservadora | Censitário e indirecto | Monarquia constitucional | Bicameral           |
| Constituição portuguesa de 1838         | 4 de abril de 1838     | Lisboa Reino de Portugal | Cortes Constituintes de 1837             | 1838 - 1842                         | Setembrista            | Universal e directo    | Monarquia constitucional | Bicameral           |
| Constituição portuguesa de 1911         | 21 de agosto de 1911   | Lisboa Portugal          | Assembleia Nacional Constituinte de 1911 | 1911 - 1926                         | Democrática            | Universal e directo    | República                | Bicameral           |
| Constituição portuguesa de 1933         | 11 de abril de 1933    | Lisboa Portugal          | Conselho Político Nacional               | 1933 - 1974                         | Corporativa            | Universal e directo    | Ditadura                 | Bicameral           |
| Constituição portuguesa de 1976         | 2 de abril de 1976     | Lisboa Portugal          | Assembleia Constituinte                  | 1976 - atualidade                   | Democrática            | Universal e directo    | República                | Unicameral          |